# Flux de caixa
Un flux de caixa, flux d'efectiu, flux de fons, flux de tresoreria o flux monetari (en anglès: cash flow) és en matemàtica financera el flux de diners d'entrada i de sortida (de caixa o en efectiu), generat per un projecte d'inversió, en un període determinat. Altrament en comptabilitat financera és la quantitat neta de diners generada per una societat amb la seva activitat comercial, o sigui, la diferència entre cobraments i pagaments. El flux de caixa és l'acumulació neta d'actius líquids en un període determinat i, per tant, constitueix un indicador important de la liquiditat d'una empresa.
L'estudi dels fluxos de caixa dins d'una empresa pot ser utilitzat per determinar:
- Problemes de liquiditat. L'ésser rendible no significa necessàriament tenir liquiditat. Una companyia pot tenir problemes d'efectiu, tot i ser rendible. Per tant, permet anticipar els saldos en diners.
- Per analitzar la viabilitat de projectes d'inversió, els fluxos de fons són la base de càlcul del Valor actual net i de la Taxa interna de retorn.
- Per mesurar la rendibilitat o creixement d'un negoci quan s'entengui que les normes comptables no representen adequadament la realitat econòmica.

Els fluxos de liquiditat es poden classificar en:
1. Fluxos de caixa operacionals: efectiu rebut o expès com a resultat de les activitats econòmiques de base de la companyia.
2. Fluxos de caixa d'inversió: efectiu rebut o expès considerant les despeses en inversió de capital que beneficiaran el negoci a futur. (Ex: la compra de maquinària nova, inversions o adquisicions.)
3. Fluxos de caixa de finançament: efectiu rebut o expès com a resultat d'activitats financeres, com ara recepció o pagament de préstecs, emissions o recompra d'accions i/o pagament de dividends.

## Elaborar un flux de caixa
Això causa i efecte segons l'estat de situació inicial. Usualment es tracta d'una matriu amb columnes i files. En les columnes es disposen els períodes, en general, mesos, i en les files els ingressos i les sortides de diners.
- Entrades: és tots els diners que ingressa l'empresa per la seva activitat productiva o de serveis, o producte de la venda d'actius (desinversió), subvencions, etc.
- Sortides: és tot diners que surt de l'empresa i que és necessari per dur a terme la seva activitat productiva. Inclou els costos variables i fixos.

Per a la seva elaboració és útil usar una plantilla de càlcul.
La fórmula que es pot usar per treure el flux de caixa projectat és:
```
+
 Ingressos afectes a Impostos 

- Despeses no desemborsades
= Utilitat Abans d'Impostos (BAI)
- Impostos
= Utilitat després d'impostos (BDI)
+ Ajustos per despeses no desemborsades (Amortitzacions i provisions)
- Ingressos no afectes a impostos
+ Beneficis no afectes a impostos
= Flux de Caixa.
```

## Càlcul del flux de caixa personal
Teòricament, calcular el flux de caixa d'una persona no hauria de ser difícil, sempre que es disposi de les xifres exactes d'ingressos i de despeses. A la pràctica, resulta un procés més complex perquè es generen més beneficis i despeses dels quals queden impresos en factures i comptes corrents, per exemple, l'interès que ens dona els nostres diners, les nostres inversions, les despeses d'aquestes inversions, etc. Per això portar una cartera d'ingressos i despeses diària i actualitzada donarà al final de mes les xifres que es busquen. Calcular el flux de caixa i obtenir el gràfic de moviments durant períodes llargs ens donarà una visió global d'on es genera els nostres diners ia què es destina a llarg termini, quan són les èpoques en què es generen més despeses i quan més beneficis, i el més important: s
Flux de caixa = Beneficis nets+Amortitzacions+Provisions

## Millora del flux de caixa
Quan parlem de millorar el flux de caixa ens referim a millorar el resultat final del càlcul. En el nostre cas ho farem a escala domèstica doncs a escala empresarial són molts els factors que entren en joc. La forma principal de fer-ho és reduint els costos, encara que en el cas empresarial també ha de tenir en compte la millora del rendiment de les inversions per exemple, un aspecte molt important entre els molts que hi ha.
1. El primer i més important de tot seria no perdre de vista cap moviment tant a l'alça com a la baixa de la nostra caixa, per poder així portar un càlcul exacte.
2. Intentar reduir o refinançar l'interès amb el banc en el cas que s'estigués amb un crèdit o una hipoteca i observar els bancs de la competència el que cobren pels serveis que nosaltres utilitzem més sovint. Per exemple les fusions bancàries habitualment comporten revisions de costos que no van al nostre favor o no són tan favorables com amb l'anterior entitat.
3. Reduir la nostra despesa amb la targeta de crèdit, reduint així els astronòmics valors de les comissions que paguem per usar-la.
4. Fer les teves transferències tu mateix des del caixer o automatitzar en el cas que facis transferències habitualment.
5. Reduir aquests costos que tens i podries evitar-portant l'esmorzar de casa en comptes d'anar a la cafeteria, intentar aprofitar els descomptes o èpoques de rebaixes per fer les teves compres o despeses, usar la tarifa telefònica que s'adapti millor al teu horari .. .. en definitiva petites coses que sumen al final de l'exercici.

## NOPCAF
El NOPCAF, acrònim de l'anglès,  Net Operating Cash Flow , i traduït a l'espanyol com «Flux de caixa operatiu net», representa el total dels fluxos de caixa d'una empresa en un període donat, que en general és anual.
Aquest indicador és utilitzat principalment en la valuación d'empreses, i és una de les variables per determinar l'EVA (Economic Value Added, per les seves sigles en anglès), o valor econòmic afegit, així com el VPN (valor present net).
La fórmula utilitzada per determinar el NOPCAF és:
{\displaystyle \ NOPCAF=GO+CNT\,}
on: 
NOPCAF = Flux de caixa operatiu net ( Net Operating Cash Flow );
GO = Generació Operativa (utilitat neta després d'impostos + Depreciació);
CNT = Capital net de Treball